# Жуков, Александр Евлампиевич
Александр Евлампиевич Жуков (10 апреля 1881 г. Владимирская губерния — не раньше 1960 г. Испания) один из первых российских лётчиков, первый лётчик из нижних чинов, участник Первой мировой и Гражданской войны, поручик РИА, кавалер трёх орденов Российской Империи.

## Биография
Родился 10 июля 1881 года в крестьянской семье во Владимирской губернии. Работал механиком на речных судах. С 1903 по 1907 годы проходил срочную службу. Остался на сверхсрочную службу, произведён в кондукторы по машинной части. Направлен на Балтийский флот в дивизион подводных лодок. В 1910 году переведён на Черноморский флот в воздухоплавательный парк.
К этому времени, в первую очередь после перелёта Блерио через Ла-Манш, в России оценили важность использования авиации, особенно в военном деле. По предложению Великого князя Александра Михайловича из казны было выделено 900 тысяч рублей, оставшихся после постройки морских судов. До этого времени только несколько русских авиаторов получили лётные свидетельства, т. н. «Бреве», в частном порядке и за собственный счет. 6 февраля 1910 года Николай II разрешил использовать эти средства для подготовки авиаторов и закупки летательных аппаратов. Уже в марте 1910 года на обучение во Францию были отправлены 8 офицеров (по четыре от каждого флота) и 7 нижних чинов. Среди них был и кондуктор флота А. Е. Жуков. Вот что написал после их возвращения С-Петербургский журнал «Воздухоплаватель» осенью 1910 года:
«Посланные офицеры и нижние чины, имена которых должны запомнить благодарные им современники и передать память о них своему потомству, с честью оправдали возложенные на них надежды».
По возвращении на Родину Жуков служил в береговой авиации. В 1911 году окончил Севастопольскую авиационную школу — освоил новые типы самолётов, участвовал на самолётах «Форман» и «Ньюпор» в Варшавских и Киевских манёврах. В мае 1912 года получил первое офицерское звание — подпоручик по Адмиралтейству. В сентябре 1913 года в составе пятого набора А. Е. Жуков был зачислен на Офицерские теоретические курсы авиации при Санкт-Петербургском политехническом институте (ЦГИА СПб, ф. 478, оп. 7, д. 4, л. 1 — 5). Получил звание — морской лётчик. Участник Первой мировой войны. Служил в Восточном воздушном районе, командовал авиаотрядами по обеспечению боевых действий кораблей в Юго-Восточных водах Чёрного моря. 10 апреля 1916 года произведён в поручики. Награждён боевыми орденами. Октябрьский переворот не принял, примкнул к Белому движению. После эвакуации в марте 1921 года из Крыма оказался в Бизерте. В эмиграции в Испании, где служил в авиации.
Умер в Испании после 1960 года.

## Награды
- Светло-бронзовая медаль в честь 300-летия царствования Дома Романовых 1913 г.
- орден Святого Станислава 3-й степени 06.12.1913 г.
- орден Святой Анны 3-й степени с мечами и бантом 01.06.1915 г.
- орден Святой Анны 4-й степени «За храбрость» 18.04.1916 г.